# Östermalmdirekt
Östermalmdirekt (i tidningshuvudet skrivet ÖstermalmDirekt) var en svensk lokaltidning, ägd av Direktpress, som fram till 2020 gavs ut på Östermalm, Gärdet och Djurgården i Stockholm. 

## Historia
Tidningen grundades som Östermalmsnytt 1968 av Christer Falk. Östermalmsnytt bytte namn till ÖstermalmDirekt 27 april 2019.
Tidningen var 1968-1994 klassad som tidskrift  på Kungliga Biblioteket. 1995 till den 19 september 1999 var den klassad som annonsblad på KB. Från 1999-09-26 var den klassad som dagstidning.
Sommaren 2020 uppgick tidningen i tidigare konkurrenten Mitt i i samband med en sammanslagning och upphörde därmed.

## Redaktion
Redaktionsort för tidningen var hela tiden Stockholm. Politiskt var tidningen klassad som opolitisk. Tidningen var gratis och finansierades med annonser.
| Period                 | Ansvarig utgivare               | Period                 | Redaktör                                    |
| 1999-09-26--2004-09-04 | Falk, Figge (stf utgivare)      | 1999-09-26--2004-09-04 | Falk, Figge                                 |
| 2004-09-11--2005-01-15 | Wallin, Ulf                     | 2002-10-06--2002-12-15 | Kreuger, Martin                             |
| 2005-01-22--2005-03-05 | Cornell, Per stf                | 2004-09-11--2005-01-15 | Wallin, Ulf                                 |
| 2005-03-12--2005-05-21 | Lindberg, Åke stf               | 2005-01-22--2005-03-05 | Cornell, Per                                |
| 2005-05-28--2006-08-05 | Vallgren, Christina stf         | 2005-03-12--2005-05-21 | Lindberg, Åke tf                            |
| 2006-08-12--2007-01-27 | Vallgren-Lundell, Christina stf | 2005-05-28--2006-08-05 | Vallgren, Christina                         |
| 2007-02-03--2007-06-16 | Claesson, Helene stf            | 2006-08-12--2007-01-27 | Vallgren-Lundell, Christina                 |
| 2007-07-28--2009-06-06 | Claesson, Helene stf            | 2007-02-03--2007-06-16 | Claesson, Helene nyhetschef                 |
| 2009-06-13--2010-02-27 | Bratt, Johan tf,stf             | 2007-06-23--2007-07-21 | Richter, Kim nyhetschef                     |
| 2010-03-06--2010-05-29 | Claesson, Helene stf            | 2007-07-28--2007-12-31 | Claesson, Helene nyhetschef                 |
| 2010-06-05--2010-10-30 | Bratt, Johan stf                | 2008-01-05--2009-06-06 | Claesson, Helene föräldraledig 13 juni 2009 |
| 2010-11-06--2018-05-19 | Claesson, Helene stf            | 2009-06-13--2010-12-31 | Cornell, Per nyhetschef                     |
| 2018-05-26--2018-12-22 | Jarnlo, Hampus stf              | 2011-01-01--2018-05-19 | Claesson, Helene                            |
| 2019-01-05--2019-04-27 | Hjalmarson, Gustav              | 2018-05-26--2018-12-22 | Jarnlo, Hampus redaktionschef               |
|                        |                                 | 2019-01-05--2019-04-27 | Jenniche, Andreas t f redaktionschef        |

## Tryckning
Tidningen var som dagstidning hela tiden tryckt i fyrfärg. Annonsomfattning har hela utgivningstiden legat över 50%. 
Sidantal har varierat mellan 20 och 52 sidor. 2012 och 2015 nåddes maximala 52 sidor.
Förlaget hette Östermalmsnytt till 30 januari 2000, sedan tog Innerstadspress aktiebolag över till slutet av 2013. 2014-2019 hette förlaget Direktpress Tidningsförlag aktiebolag med något osäkra slutdatum. Satsytan har varit tabloidformat hela tiden. Utgivningsfrekvensen har varit ett nummer i veckan med lördag, söndag och måndag som utgivningsdagar.
Tryckeriet framgår av tabellen nedan. Upplagan var störst år 2000 med 58 000 exemplar och har sedan hela tiden överskridit 40 000 exemplar.
| Period                 | Tryckeri                              | Ort       | Kommentar                                                |
| 1999-09-26--1999-12-26 | Norrtelje tidnings tryckeri AB        | Norrtälje |                                                          |
| 2000-01-09--2002-04-29 | Tryck & Media                         | Linköping |                                                          |
| 2002-05-06--2003-11-29 | GD media                              | Gävle     |                                                          |
| 2003-12-06--2004-01-17 | DNEX tryckeriet / Bold Printing Group | Stockholm |                                                          |
| 2004-01-24--2004-01-24 | GD Media                              | Gävle     |                                                          |
| 2004-01-31--2006-12-31 | DNEX tryckeriet / Bold Printing Group | Stockholm |                                                          |
| 2007-01-06--2018-01-27 | Bold/DNEX Tryckeriet                  | Stockholm | Ort ej angiven i T (2013-07-06-- och troligen tidigare). |
| 2018-02-03--2019-04-27 | Bold Printing Group                   | Kista     | Ort ej angiven i T.                                      |